# Hydroptila tineoides
Hydroptila tineoides – chruścik z rodziny wodolotkowatych. Larwy budują małe, bocznie spłaszczone, przenośne domki, zbudowane z przędzy jedwabnej i ziarenek piasku.
Uważany za limnefila. Występuje w całej Europie, a larwy uważane są za eurytopowe.
Imagines złowione nad jeziorem Kośno oraz Śniardwy na Pojezierzu Mazurskim. W Wielkopolsce w  roku 1961 wykazano obecność larw w strefie kipielowej Jeziora Lusowskiego, jednakże nie ma pewności co do poprawnego oznaczenia. W Finlandii licznie stwierdzano występowanie w jeziorach, strumieniach i potokach oraz jeziorach oligotroficznych. Imagines lub larwy spotykane były głównie nad jeziorami mezotroficznymi w różnych częściach Europy. Więcej informacji pochodzi z Łotwy, gdzie jest bardzo rzadkim gatunkiem, o rozprzestrzenieniu niewielkim, znany z 8 jezior różnego typu.